# Jacques Phillippe Villeré
Jacques Phillippe Villeré (28 avril 1761 - 7 mars 1830) fut le second gouverneur de Louisiane après qu'elle fut devenue un État américain. Il fut le premier Créole et le premier natif de Louisiane à occuper ce mandat.

## Biographie
Il est né dans la paroisse de Saint-Jean-Baptiste en 1761. Son père est Joseph Roi de Villeré, secrétaire naval de la Louisiane sous Louis XV, qui fut l'une des victimes du gouverneur espagnol Alejandro O'Reilly envoyé par le roi d'Espagne pour mater la révolte des Français de Louisiane en 1768. Sa mère était Louise Marguerite de la Chaise, petite-fille d'un capitaine suédois, le chevalier d’Arensbourg, qui avait combattu en 1709 avec Charles XII à la bataille de Poltava.